# Шаликова, Александра Ивановна
Княжна Алекса́ндра Ива́новна Ша́ликова (ум. 1862) — российская поэтесса и переводчица, сестра и сотрудница Петра Ивановича Шаликова.

## Публикации
Её стихотворения печатались с 1797 года.
- «Стихи Его Императорскому Величеству Александру Первому Самодержцу Всероссийскому, на прибытие в Москву». — М., 1801.
- «На отъезд в деревню М. Н. Х—ой» («Приятное и полезное препровождение времени», 1797, т. XV),
- «Надгробие Д. А. Ш.» (там же, 1798, т. XVIII),
- «На смерть Ф. П. В—ой» (там же, т. XX),
- песнь для Ф. В. К.: «Лишь только вступила» (там же, 1798, ч. 17),
- «Альбом» (перевод с французского, «Дамский журнал», 1833, ч. 41),
- «Фортепьяно» (там же, № 4),
- Письмо к редактору журнала «Время», по поводу статьи Е. Колбасина о графе Д. И. Хвостове: «Певец Кубры»[2][1].

### Комментарии
1. ↑  В ЭСБЕ[1] ошибочно названа княгиней. Однако княгиня — это жена князя, а сестра князя — княжна.